# Дарабань
Дарабань, Дарабані (рум. Darabani) — місто у повіті Ботошані в Румунії. Є найпівнічнішим містом Румунії.

## Географія
Місто розташоване на правому березі річки Прут, неподалік від потрійного кордону між Румунією, Україною та Молдовою, на відстані 418 км на північ від Бухареста, 49 км на північ від Ботошань, 136 км на північний захід від Ясс.

### Клімат
Місто має помірно-континентальний клімат. Місцевий клімат визначається повітряними масами північно-західного морського походження, прохолодними та вологими навесні, жарко-тропічними влітку та полярно-холодними взимку. Середньорічна температура становить 8,4 °C, середня річна кількість опадів — 825 мм, середня кількість днів зі снігом — 37,7 на рік.

## Історія
Вперше ці місця, на той час село за назвою «Кимбені», згадуються в документі 1546 року.
У 1725 році село Дарабані вперше було нанесене на карту. Тоді воно належало до Молдавського князівства.
Між 1834 і 1840 роками була побудована церква Святого Миколая.
У 1837 року господар Михайло Стурдза дозволив організувати тут ярмарок. 1841 року була організована перша в Молдавії державна школа. За угодою між власником земель та іудейською громадою, звабленою економічною вигодою від наявності ярмарку, сюди почалося переселення осіб іудейського віросповідання з усіх бессарабських земель, і до кінця XIX століття євреї становили значну частину місцевого населення.
У 1865 році запрацювала перша телеграфна пошта та введена перша брукована дорога. Лікарня була урочисто відкрита в 1895 року, а перша аптека в 1901 році, суд в 1912 року. 
Публічна бібліотека відкрита 1924 року.
Дарабані отримало статус міста в 1968 році.

## Адміністративний устрій
Адміністративно місту підпорядковані такі села (дані про населення за 2002 рік):
- Бажура (1874 особи)
- Ешанка (361 особа)
- Лішменіца (708 осіб)

## Економіка
Значна кількість населення занята в сільському господарстві. Також у місті працює італійська взуттєва фабрика.

## Пункт пропуску
Перспективним в околиці міста Дарабань є будівництво мосту через річку Прут і пункту пропуску та з'єднання їх з автошляхом Н10 та Т 2610 з української сторони, сформувавши потік транспорту в напрямку до Хотина і далі на Кам'янець-Подільський.

## Населення
За даними перепису населення 2002 року у місті проживали 11 820 осіб.
У 2011 році тут проживало 9 893 особи, з них 9 433 румуни.
Національний склад населення міста:
| Національність | Кількість осіб | Відсоток |
| -------------- | -------------- | -------- |
| румуни         | 11812          | 99,9%    |
| угорці         | 5              | < 0,1%   |
| німці          | 2              | < 0,1%   |
| українці       | 1              | < 0,1%   |

Рідною мовою назвали:
| Мова       | Кількість осіб | Відсоток |
| ---------- | -------------- | -------- |
| румунська  | 11813          | 99,9%    |
| угорська   | 3              | < 0,1%   |
| українська | 2              | < 0,1%   |
| німецька   | 2              | < 0,1%   |

Склад населення міста за віросповіданням:
| Релігія            | Кількість осіб | Відсоток |
| ------------------ | -------------- | -------- |
| православні        | 11033          | 93,3%    |
| адвентисти         | 514            | 4,3%     |
| п'ятдесятники      | 250            | 2,1%     |
| не релігійні       | 5              | < 0,1%   |
| бретрени           | 3              | < 0,1%   |
| греко-католики     | 2              | < 0,1%   |
| римо-католики      | 1              | < 0,1%   |
| баптисти           | 1              | < 0,1%   |
| атеїсти            | 1              | < 0,1%   |
| не вказали релігію | 6              | 0,1%     |

## Архітектура
- Православна церква Святого Миколая (рум. «Sfântul Nicolae»).
- Будівля міської бібліотеки, в центрі міста.

## Світлини

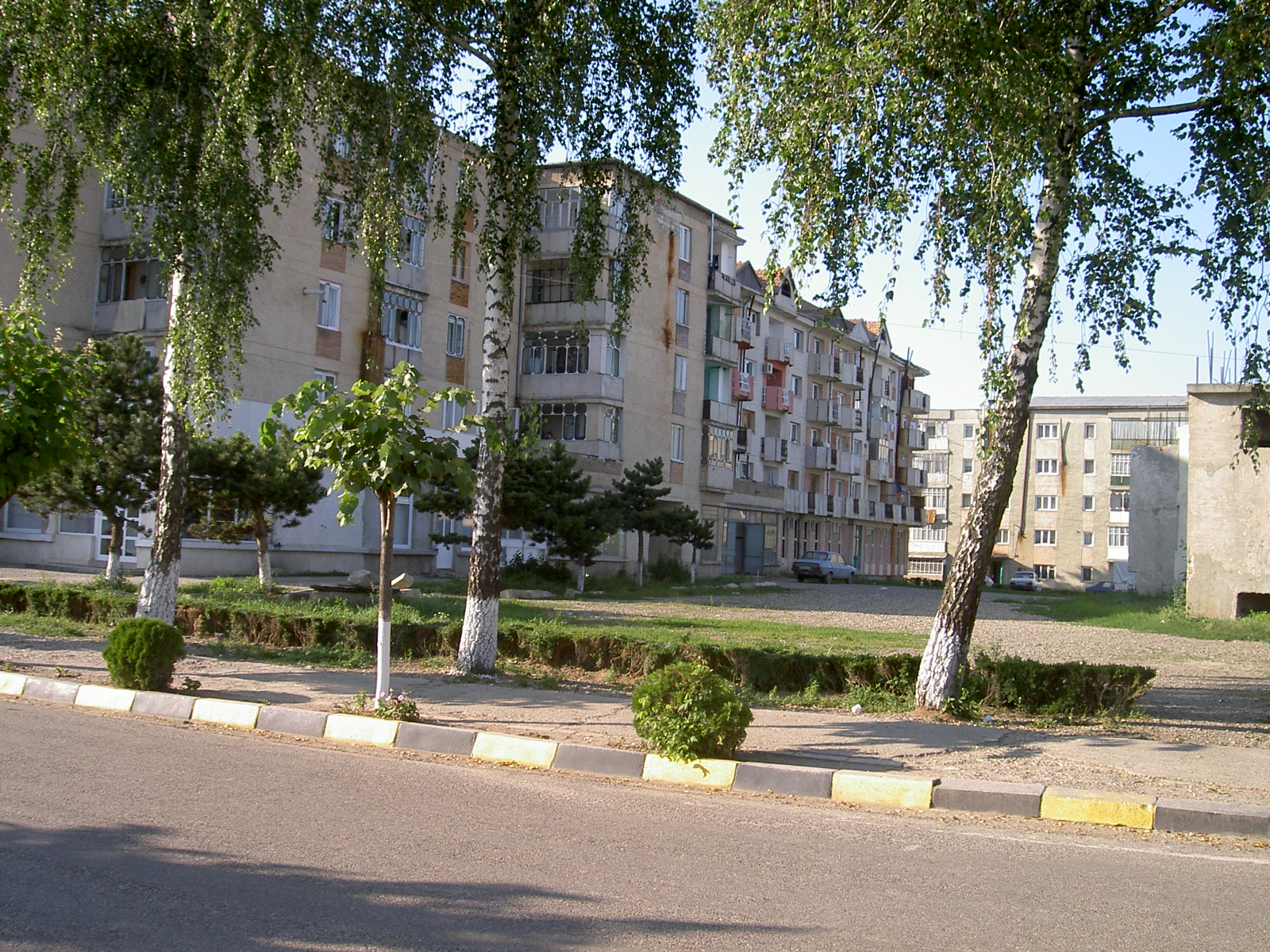
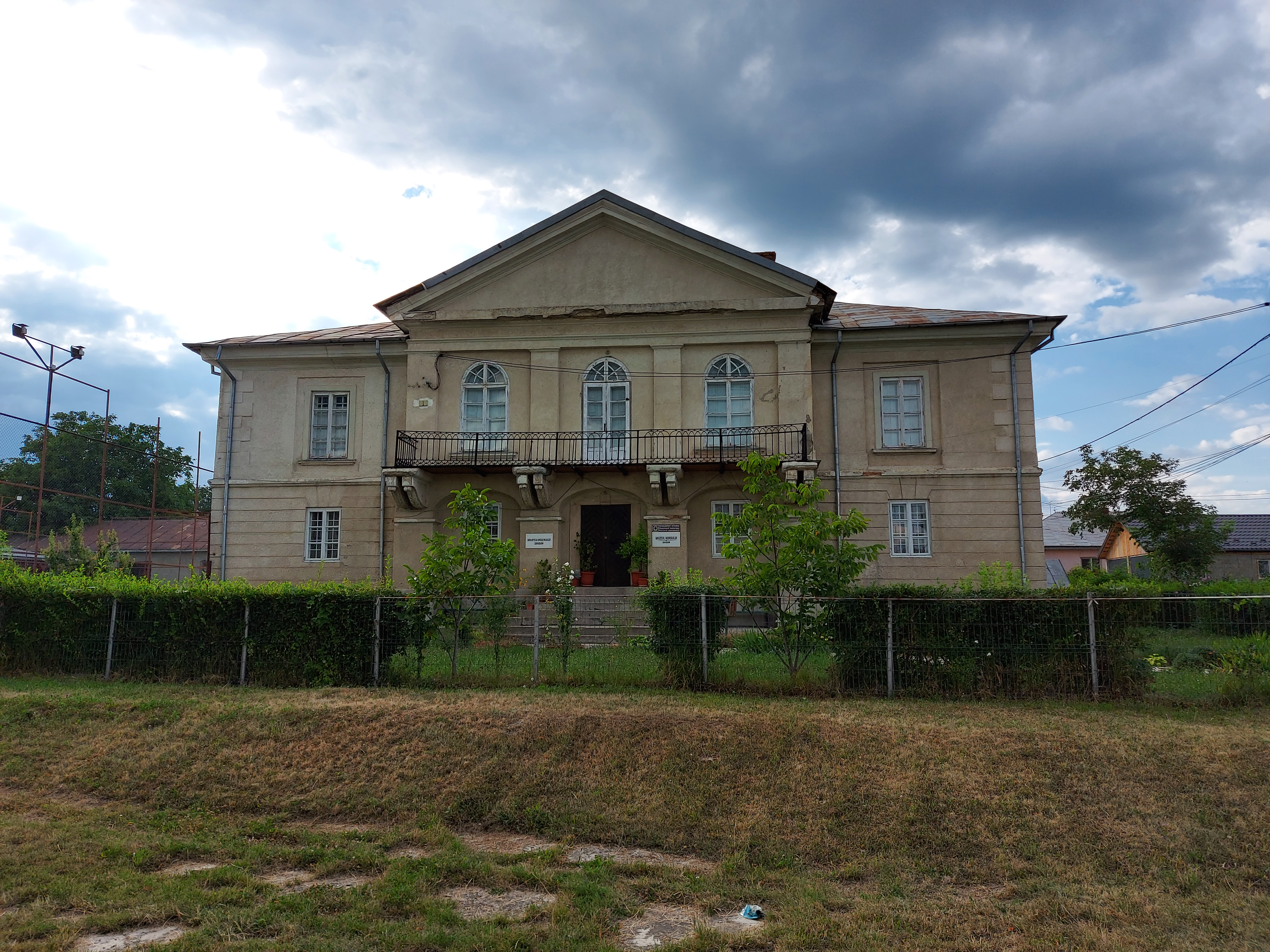
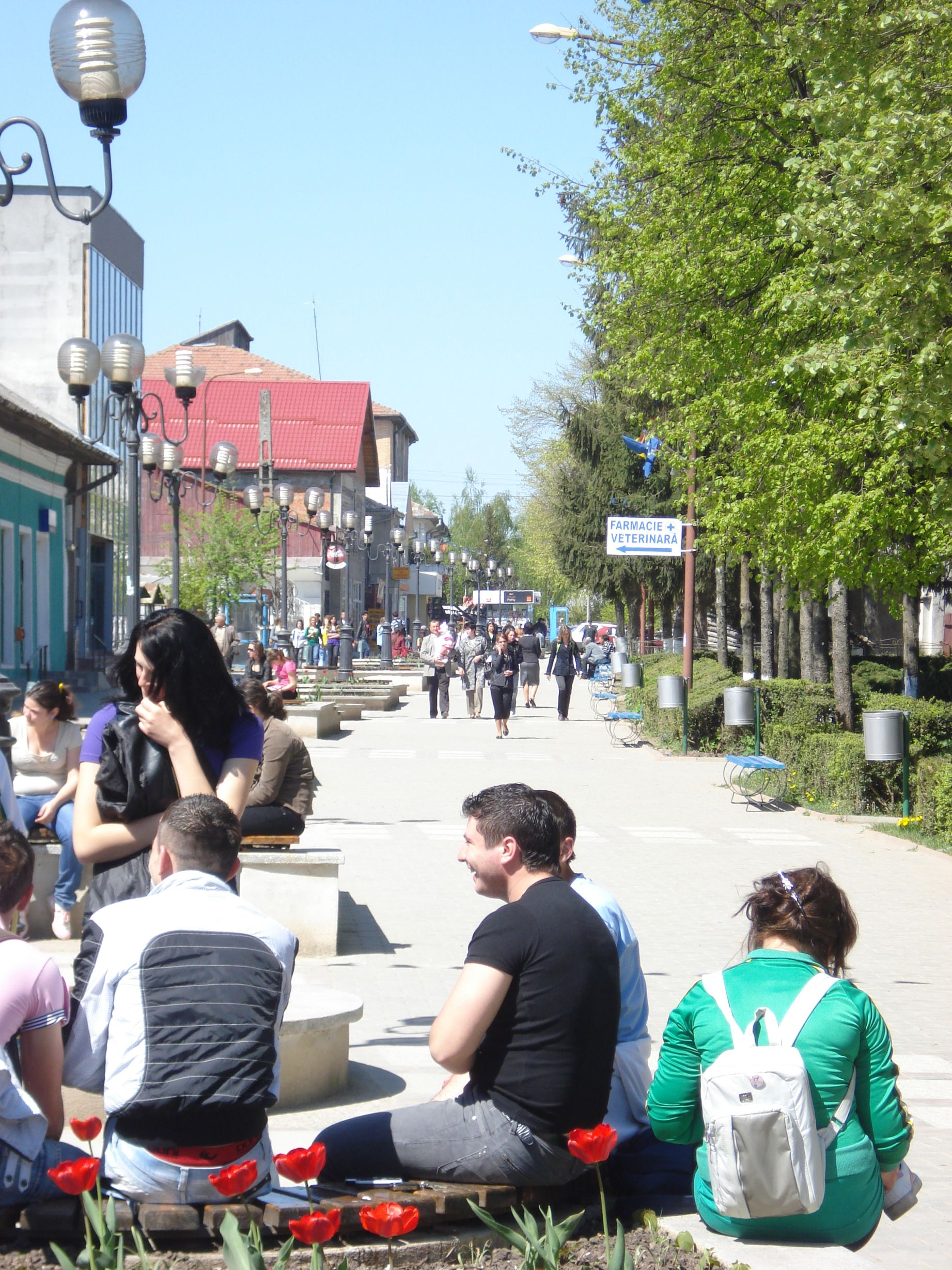
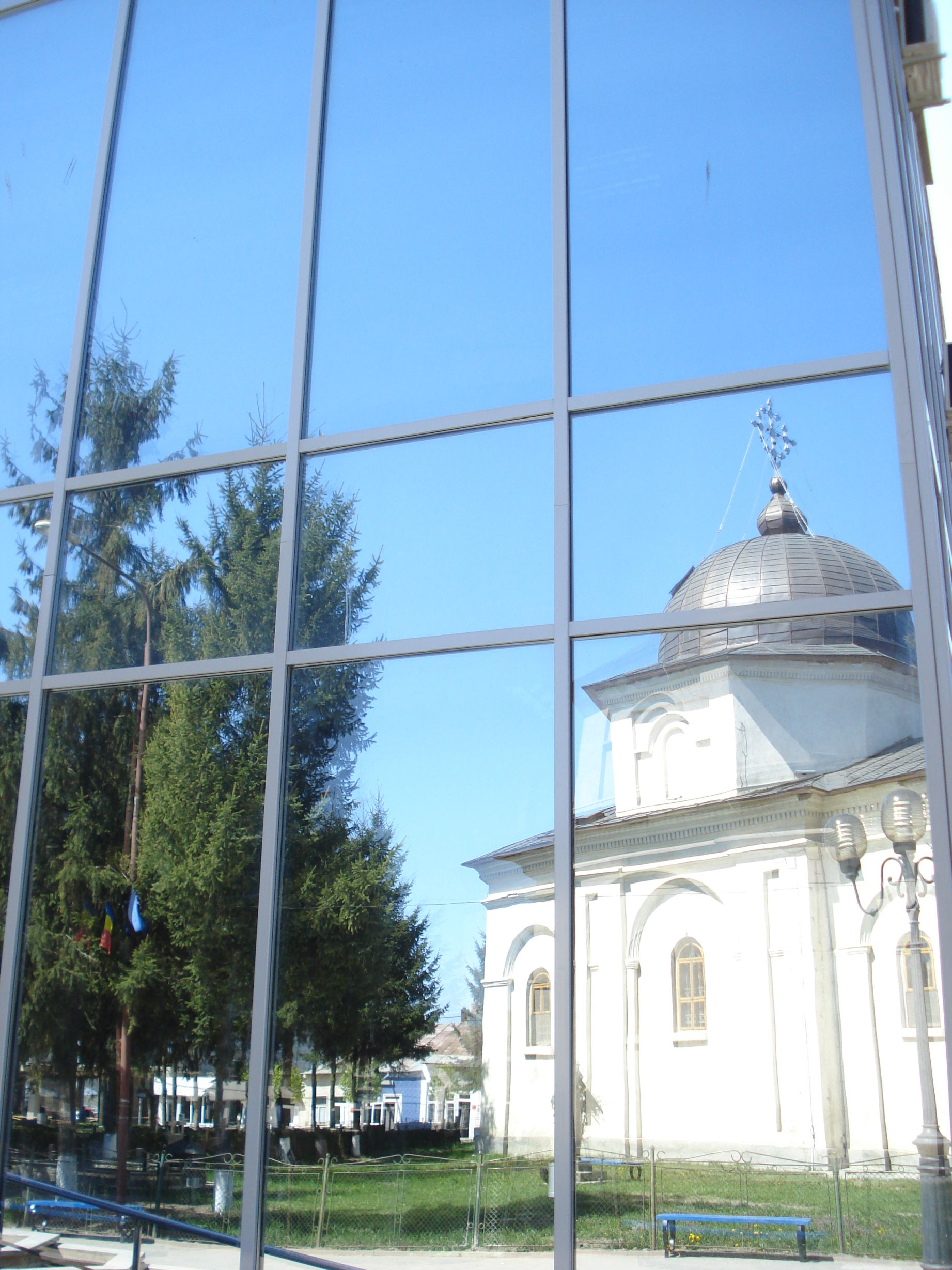

## Зовнішні посилання
- Дані про місто Дарабань на сайті Ghidul Primăriilor [Архівовано 27 лютого 2012 у Wayback Machine.]